# جورج دزوندزا
جورج دزوندزا (بالألمانية: George Dzundza)‏ مواليد 19 يوليو 1945 في روزنهايم، ألمانيا المحتلة من قبل قوات التحالف، هو ممثل أمريكي بدأ مسيرته الفنية سنة 1974. فاز بكأس فولبي. امتدت مسيرته الفنية لأكثر من 33 عاما.

## الأعمال

### أفلام
- صائد الغزلان (1978) (بدور: جون ويلش)
- لا مفر (1987)
- غريزة أساسية (1992)
- عقول خطرة (1995) (بدور: هال جريفيث)
- فطرة (1999)

### مسلسلات
- ذا والتونز (1975)
- باتمان (1993)
- ماتلوك (1994) (بدور: مايكل برينان)
- سوبرمان (1996) (بدور: بيري وايت)
- ستارغيت إس جي 1 (2005)
- غريز أناتومي (2005)

## روابط خارجية
- جورج دزوندزا على موقع IMDb (الإنجليزية)
- جورج دزوندزا على موقع روتن توميتوز (الإنجليزية)
- جورج دزوندزا على موقع ألو سيني (الفرنسية)
- جورج دزوندزا على موقع أول موفي (الإنجليزية)
- جورج دزوندزا على موقع قاعدة بيانات برودواي على الإنترنت (الإنجليزية)
- جورج دزوندزا على موقع قاعدة بيانات الأفلام السويدية (السويدية)
- جورج دزوندزا على موقع إن إن دي بي (الإنجليزية)
- جورج دزوندزا على موقع قاعدة بيانات الفيلم (الإنجليزية)
- جورج دزوندزا على موقع كينوبويسك (الروسية)